# Ханс Шефер
Йо́хан Ше́фер (на немски: Johann Schäfer; 19 октомври 1927, Кьолн — 7 ноември 2017, също там), известен като Ханс Шефер (на немски: Hans Schäfer) e немски футболист. Световен шампион през 1954 година, капитан на националия отбор по футбол на ФРГ от 1957 до 1962 г. Цялата си футболна кариера е футболист на „Кьолн“ за които изиграва общо 471 мача и вкарва 274 гола. Признан от мнозина за най-великия играч в 70-годишната история на „Кьолн“. Признан от много международни медии за „Най-доброто крило в света“ докато е активен футболист.

## Биография
От 1948 до 1965 години Шефер играе за футболен клуб „Кьолн“. Амплоато на Шефер е ляв краен нападател.
Дебютира с гол в състава на „ФРГ“ на 9 ноември 1952 година в международния приятелски мач с националния отбор на Швейцария. По време на световното първенство през 1954 Шефер вкарва четири гола и в продължение на целия турнир е бил един от най-добрите нападатели на ФРГ. Световен шампион през 1954 година.
За националния отбор играе в 39 срещи, в които вкарва 15 гола. Шефер играе на три световни първенства – освен през 1954, играе и на световните през 1958 (4-то място) и 1962 години. Вкарва общо 7 гола на световните първенства. От 1957 до 1962 играе в 16 мача като капитан на националния отбор на ФРГ.
В последните си състезателни години Шефер се преквалифицира като ляво крило.
Умира на 90 години на 7 ноември 2017 година, заобиколен от семейството си, съпругата му Исис и двете им дъщери Стефани и Регине.

## Успехи

### Клубни
- Шампион на ФРГ (2): 1962, 1964

### Отборни
- Световен шампион (1): 1954

### Лични
- Футболист на годината във ФРГ: 1963
- Най-добър голмайстор в историята на Оберлига „Запад“: 223 гола
- Най-добър голмайстор в историята на „Кьолн“: 304 гола